# Lista de municípios do Amazonas por mortalidade infantil
Esta é uma lista dos municípios amazonenses classificados segundo as taxas de mortalidade infantil em 2003.
| Posição | Município                 | Mortalidade intantil (‰ nascimentos) |
| ------- | ------------------------- | ------------------------------------ |
| 1       | Jutaí                     | 2,7                                  |
| 2       | Lábrea                    | 4,2                                  |
| 3       | Manaquiri                 | 5,3                                  |
| 4       | Boca do Acre              | 8,3                                  |
| 5       | Uarini                    | 8,6                                  |
| 6       | Guajará                   | 9,3                                  |
| 7       | Itapiranga                | 10,4                                 |
| 8       | Codajás                   | 10,4                                 |
| 9       | Novo Aripuanã             | 11,0                                 |
| 10      | Itacoatiara               | 12,1                                 |
| 11      | Presidente Figueiredo     | 12,1                                 |
| 12      | Nova Olinda do Norte      | 12,9                                 |
| 13      | Anamã                     | 13,7                                 |
| 14      | Amaturá                   | 14,1                                 |
| 15      | Apuí                      | 14,1                                 |
| 16      | Rio Preto da Eva          | 15,3                                 |
| 17      | Beruri                    | 15,7                                 |
| 18      | Urucará                   | 16,5                                 |
| 19      | Tefé                      | 16,2                                 |
| 20      | Careiro da Várzea         | 17,3                                 |
| 21      | Humaitá                   | 18,0                                 |
| 22      | Boa Vista do Ramos        | 18,6                                 |
| 23      | Manicoré                  | 18,8                                 |
| 24      | Manacapuru                | 19,0                                 |
| 25      | Nhamundá                  | 19,1                                 |
| 26      | Silves                    | 20,0                                 |
| 27      | Maués                     | 20,3                                 |
| 28      | Borba                     | 21,1                                 |
| 29      | Manaus                    | 21,3                                 |
| 30      | Tapauá                    | 21,3                                 |
| 31      | Barreirinha               | 22,3                                 |
| 32      | Autazes                   | 22,2                                 |
| 33      | Iranduba                  | 22,3                                 |
| 34      | Canutama                  | 23,2                                 |
| 35      | Benjamin Constant         | 24,1                                 |
| 36      | Parintins                 | 24,1                                 |
| 37      | Novo Airão                | 25,0                                 |
| 38      | Fonte Boa                 | 25,4                                 |
| 39      | Barcelos                  | 25,7                                 |
| 40      | Eirunepé                  | 25,7                                 |
| 41      | Careiro                   | 20,3                                 |
| 42      | Ipixuna                   | 27,3                                 |
| 43      | Envira                    | 27,5                                 |
| 44      | Caapiranga                | 27,7                                 |
| 45      | Tabatinga                 | 28,1                                 |
| 46      | São Sebastião do Uatumã   | 28,5                                 |
| 47      | São Paulo de Olivença     | 28,9                                 |
| 48      | Anori                     | 29,1                                 |
| 49      | Juruá                     | 28,1                                 |
| 50      | Coari                     | 30,6                                 |
| 51      | São Gabriel da Cachoeira  | 33,3                                 |
| 52      | Santa Isabel do Rio Negro | 34,1                                 |
| 53      | Tonantins                 | 34,2                                 |
| 54      | Urucurituba               | 35,8                                 |
| 55      | Alvarães                  | 36,2                                 |
| 56      | Maraã                     | 36,7                                 |
| 57      | Pauini                    | 37,7                                 |
| 58      | Carauari                  | 41,2                                 |
| 59      | Santo Antônio do Içá      | 43,3                                 |
| 60      | Atalaia do Norte          | 50,6                                 |
| 61      | Itamarati                 | 63,4                                 |
| 62      | Japurá                    | 80,8                                 |